# Oleodotto Sumed
L'Oleodotto Sumed (noto anche come Oleodotto Suez-Mediterranean) è un oleodotto in Egitto, che va dal terminal di Ain Sokhna nel Golfo di Suez, vicino al Mar Rosso, a Sidi Kerir, Alessandria nel Mar Mediterraneo. Fornisce un'alternativa al Canale di Suez per il trasporto di petrolio dalla regione del Golfo Persico al Mediterraneo.

## Storia
Il progetto per un oleodotto dal Mar Rosso al Mediterraneo è stato avviato dopo la prolungata chiusura del Canale di Suez in seguito alla guerra dei sei giorni nel giugno 1967. La costituzione della società degli oleodotti è stata concordata nel 1973 tra cinque governi arabi. L'oleodotto Sumed è stato aperto nel 1977.

## Descrizione tecnica
L'oleodotto Sumed è lungo 320 chilometri (200 mi). Consiste di due linee parallele di 42 pollici (1.070 mm) di diametro. La sua capacità è di 2,5 milioni di barili al giorno (400 × 103 m3/d). Nel 2009 ha trasportato 1,1 milioni di barili al giorno (170 × 103 m3/d).

## Operatore
L'oleodotto è di proprietà della Arab Petroleum Pipeline Company/Sumed Company, una joint venture di EGPC (50%, Egitto), Saudi Aramco (15%, Arabia Saudita), IPIC (15%, Emirati Arabi Uniti), tre società kuwaitiane (ciascuno del 5%) e QGPC (5%, Qatar).

## Proposta di estensione
È allo studio un'estensione del Sumed. L'estensione proposta attraverserebbe il Mar Rosso da Ain Sukhna alla costa saudita vicino a Sharm al Sheikh, e da lì fino al terminale del principale oleodotto est-ovest dell'Arabia Saudita a Yanbuʿ.